# Melanagromyza bidentis
Melanagromyza bidentis este o specie de muște din genul Melanagromyza, familia Agromyzidae, descrisă de Spencer în anul 1966. Conform Catalogue of Life specia Melanagromyza bidentis nu are subspecii cunoscute.